# Ljubinj
Ljubinj je naselje v Občini Tolmin.